# Anna Godbersen
Anna Godbersen (* 10. April 1980 in Berkeley, Kalifornien) ist eine US-amerikanische Autorin.
Sie ist die Tochter eines Taxifahrers und einer Malerin. Nach ihrem Studium der Englischen Literatur am Barnard College trat Godbersen 2003 eine Assistentinnen-Stelle in der Literatur-Redaktion des Männermagazins Esquire an. Neben ihrer Tätigkeit als Buchautorin arbeitet sie unter anderem für die The New York Times Book Review als freie Literaturkritikerin. Ihre Werke wurden teilweise unter einem Pseudonym veröffentlicht. Derzeit lebt sie in Brooklyn, New York.

## Werke
- Die Prinzessinnen von New York (Originaltitel The Luxe) Ullstein, Berlin 2008, ISBN 978-3-548-26779-1
- Ballgeflüster (Originaltitel Rumours), Ullstein, Berlin 2009, ISBN 978-3-548-26780-7
- Geheime Liebschaften (Originaltitel Envy), Ullstein, Berlin 2009, ISBN 978-3-548-26781-4
- Splendour, 2010
- Bright Young Things, 2010